# Vicky Sunohara
Vicky Sunohara, född 18 maj 1970 i Scarborough i Ontario, är en kanadensisk ishockeyspelare. Hon har flera gånger spelat för Kanadas damlandslag i ishockey.

## Meriter[1]
- OS-silver 1998 i Nagano i Japan
- OS-guld 2002 i Salt Lake City i USA
- OS-guld 2006 i Turin i Italien